# Мак-Олифф (лунный кратер)
Кратер Мак-Олифф (лат. McAuliffe) — небольшой ударный кратер в северо-восточной части чаши огромного кратера Аполлон на обратной стороне Луны. Название присвоено в честь американского учителя, члена экипажа погибшего в катастрофе космического корабля «Челленджер», Шэрон Кристы МакАлиф (1948—1986) и утверждено Международным астрономическим союзом в 1988 г. 

## Описание кратера
Ближайшими соседями кратера Мак-Олифф являются кратер Смит на северо-западе; кратер Скоби на севере; кратер Ярвис на юго-востоке и кратер Резник на юго-западе. Селенографические координаты центра кратера 33°14′ ю. ш. 149°46′ з. д. / 33,24° ю. ш. 149,77° з. д., диаметр 19,1 км, глубина 1,7 км.

Кратер Мак-Олифф имеет циркулярную форму и умеренно разрушен. Вал несколько сглажен но сохранил четко очерченную кромку, внутренний склон гладкий.  Дно чаши ровное, испещрено множеством мелких кратеров, не имеет приметных структур.

До получения собственного наименования в 1988 г. кратер имел обозначение Борман Y (в системе обозначений так называемых сателлитных кратеров, расположенных в окрестностях кратера, имеющего собственное наименование).

## Сателлитные кратеры
Отсутствуют.

## См.также
- Список кратеров на Луне
- Лунный кратер
- Морфологический каталог кратеров Луны
- Планетная номенклатура
- Селенография
- Минералогия Луны
- Геология Луны
- Поздняя тяжёлая бомбардировка